# Stefaniola globosa
Stefaniola globosa är en tvåvingeart som beskrevs av Möhn 1971. Stefaniola globosa ingår i släktet Stefaniola och familjen gallmyggor.
Artens utbredningsområde är Turkmenistan. Inga underarter finns listade i Catalogue of Life.